# 黃潛善
黃潛善（1078年—1130年2月9日），字茂和，邵武（今福建邵武）人，北宋政治人物，宣和六年甲辰科進士出身，入《宋史·奸臣传》。

## 生平
宣和六年（1124年）甲辰科進士，授官筠州（今江西高安）通判。徽宗時任左司郎，政和、宣和年間，任欽差大臣察訪陝西、河東震災區，不以實聞，但言震而已。
之後，被拔擢至戶部侍郎，坐事謫亳州，以徽猷閣待制知河間府。
靖康初，金人入攻，康王開大元帥府，檄潛善率兵入援。張邦昌僭位，潛善趨白于帥府，王承制拜潛善為副元帥。
靖康二年，康王登基，拜中書侍郎。
建炎元年，此時宋高宗從人望，擢李綱為右相，但李綱將奏逐黃潛善及汪伯彥，右丞呂好問止之。未幾，黃潛善拜右僕射兼中書侍郎，李綱遂罷。此時的黃潛善主張和議，與虜人畫河為界，遭李綱駁斥。太學生陳東論李綱不可去，潛善、伯彥不可任，潛善恚。御史張所也說黃潛善這個人姦邪，恐害新政，左遷所尚書郎，尋謫江州。
會歐陽澈上書詆時事，語侵宮掖，帝謂其言不實，潛善乘間啟殺澈並東誅之，識與不識皆為之垂涕，帝悔焉。
建炎元年，又與汪伯彦貶逐李綱，官至广州刺史、尚书左仆射、知河间府、左丞相。
建炎三年十二月癸卯，黃潛善卒于英州，葬於江西廬陵縣儒林鄉鳳凰洲劉家嶺。

## 家族
黃潛善是黃峭的第八代孫。
黃潛善妻徐氏，生有一子黃秠。

- 祖：黄亨，终官朝散大夫、赠太傅
- 父：黄景，终官朝散郎、秘閣校理充徐王府侍講、贈太師、追封申國公
- 妻：徐氏，封吴国夫人
- 子：黄秠，终官右朝奉郎、通判筠州事
  - 孙：黄畟
  - 孙：黄夏
  - 孙：黄䕫
  - 孙女：黄氏，适右迪功郎尉遲孝友
  - 孙女：黄氏
  - 曾孙：黄恞
  - 曾孙女：黄氏
  - 曾孙女：黄氏

## 延伸阅读
[在维基数据编辑]
 《宋史·卷473》，出自脱脱《宋史》